# Томаш Кущак
Томаш Мірослав Кущак (пол. Tomasz Mirosław Kuszczak (ˈtɔmaʂ ˈkuʂtʂak; вимова); * 20 березня 1982, Кросно-Оджанське) — польський футболіст, воротар клубу «Бірмінгем Сіті».
Насамперед відомий виступами за клуби «Манчестер Юнайтед» та «Вест-Бромвіч Альбіон», а також національну збірну Польщі.

## Клубна кар'єра
Народився 20 березня 1982 року в місті Ґміна Кросно-Оджанське. Вихованець футбольної школи клубу «Шльонськ». Дорослу футбольну кар'єру розпочав 1998 року в основній команді того ж клубу, в якій провів один сезон, взявши участь лише у 8 матчах чемпіонату.
Протягом 1999—2000 років захищав кольори німецького клубу «Юрдінген 05» у Регіоналлізі.

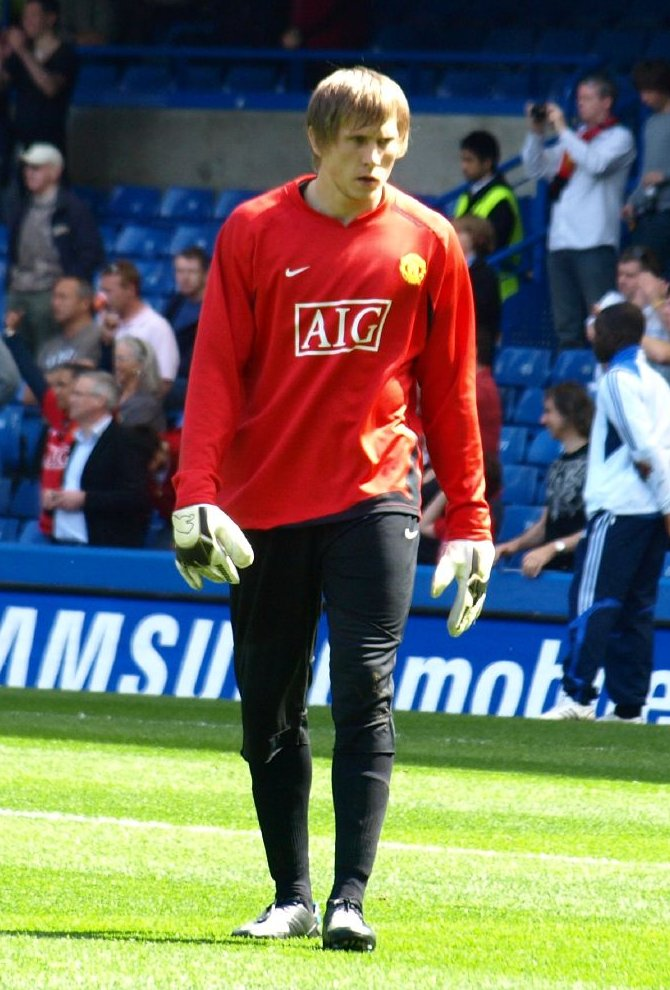
Томаш Кущак під час виступів за «Манчестер Юнайтед». 26 квітня 2008 року.

Своєю грою за команду привернув увагу представників тренерського штабу клубу «Герта», до складу якого приєднався 2000 року. Провів за берлінський клуб наступні чотири сезони своєї ігрової кар'єри. Весь час, проведений у складі «Герти», був голкіпером дубля команди «Герта II», що виступала у Оберлізі, четверому за рівнем дивізіоні Німеччини.
Влітку 2004 року уклав контракт з клубом «Вест-Бромвіч Альбіон», у складі якого провів наступні два роки своєї кар'єри гравця. У сезоні 2005/06 в матчі проти «Манчестер Юнайтед» Кущак здійснив сейв, який став сейвом сезону за версією Match of the Day. Своєю грою в складі «Вест Бромвіча» Кущак зацікавив сера Алекса Фергюсона і його «Манчестер Юнайтед».
У 2006 році Кущак перейшов в МЮ на правах оренди. У своєму дебютному сезоні провів 6 матчів у складі манкуніанців в Прем'єр-лізі. У грі проти «Арсенала» зумів відбити пенальті у виконанні Жілберту Сілви. МЮ той матч програв з рахунком 1:0. В цілому Кущак вразив сера Алекса своєю грою в сезоні 2006/07 і влітку 2007 року поляк підписав з клубом 4-річний контракт на постійній основі. У сезоні 2007/08 Кущак провів в загальній кількості 14 матчів. У чвертьфіналі Кубку Англії проти «Портсмута» був вилучений. Так як замін у сера Алекса більше не залишилося, у ворота був змушений стати центральний захисник манкуніанців Ріо Фердінанд, який не зумів відбити пенальті, хоча правильно вгадав напрямок удару. У тому сезоні Кущак отримав медаль переможця Ліги чемпіонів УЄФА і став у складі «Манчестер Юнайтед» чемпіоном країни. По закінченні сезону продовжив чинний контракт з клубом ще на рік.
У сезоні 2011/12 Кущак програв конкуренцію не тільки новачкам команди Давіду Де Хеа і Андерсу Линдегору, але й молодому Бену Амосу. Кущак не зіграв жодного матчу за клуб і в заявку команди потрапив лише один раз (на матч зі «Сток Сіті» 31 січня). Незадовго до цього сер Алекс Фергюсон заявив, що контракт з Кущаком, який завершується по закінченні того сезону, продовжений не буде. Всьо ж за час виступів за МЮ поляк двічі виборював титул чемпіона Англії, тричі ставав володарем Суперкубка Англії, двічі володарем Кубка англійської ліги і переможцем Ліги чемпіонів УЄФА.
21 лютого 2012 року перейшов у «Вотфорд» з Чемпіоншіпа на правах оренди до кінця сезону. Дебютував за новий клуб 25 лютого в матчі проти «Саутгемптона». Матч був програний з рахунком 0:3. Після закінчення сезону 2011/12 став вільним агентом.
20 червня 2012 року підписав дворічний контракт з «Брайтоном», за період якого зіграв у Чемпіоншіпі 84 матчі, після чого влітку 2014 року покинув клуб.
Після тривалого періоду у статусі вільного агента, в кінці 2014 року підписав контракт з «Вулвергемптоном», за який виступав до кінця року.
1 липня 2015 року підписав дворічний контракт з клубом «Бірмінгем Сіті»
. Відтоді встиг відіграти за команду з Бірмінгема 31 матч в національному чемпіонаті.

## Виступи за збірну
Протягом 2002—2003 років залучався до складу молодіжної збірної Польщі. На молодіжному рівні зіграв у 14 офіційних матчах.
2003 року дебютував в офіційних матчах у складі національної збірної Польщі.
У складі збірної був учасником чемпіонату світу 2006 року у Німеччині, але жодного разу не вийшов на поле. Мав їхати і на Євро-2008, але через отриману травму був замінений на Войцеха Ковалевського.
Всього провів у формі головної команди країни 11 матчів, пропустивши 10 голів.
| Дата       | Місто      | Господарі | Результат | Гості              | Турнір           | Голи | Примітки |
| ---------- | ---------- | --------- | --------- | ------------------ | ---------------- | ---- | -------- |
| 11-12-2003 | Аттард     | Мальта    | 0 – 4     | Польща             | товариський матч | -    | 46'      |
| 14-12-2003 | Аттард     | Литва     | 1 – 3     | Польща             | товариський матч | -    | 46'      |
| 14-5-2006  | Вронкі     | Польща    | 4 – 0     | Фарерські острови  | товариський матч | -    | 46'      |
| 30-5-2006  | Хожув      | Польща    | 1 – 2     | Колумбія           | товариський матч | -1   | 46'      |
| 22-8-2008  | Москва     | Росія     | 2 – 2     | Польща             | товариський матч | -    | 46'      |
| 26-5-2008  | Ройтлінген | Польща    | 1 – 1     | Північна Македонія | товариський матч | -1   |          |
| 14-11-2009 | Варшава    | Польща    | 0 – 1     | Румунія            | товариський матч | -1   |          |
| 18-11-2009 | Бидгощ     | Польща    | 1 – 0     | Канада             | товариський матч | -    | 46'      |
| 3-3-2010   | Варшава    | Польща    | 2 – 0     | Болгарія           | товариський матч | -    |          |
| 8-6-2010   | Мурсія     | Іспанія   | 6 – 0     | Польща             | товариський матч | -6   |          |
| 14-11-2012 | Гданськ    | Польща    | 1 – 3     | Уругвай            | товариський матч | -1   | 46'      |
| Усього     |            | Матчів    | 11        |                    | Голів            | -10  |          |

## Титули і досягнення
- Чемпіон Англії (4):

«Манчестер Юнайтед»: 2006–07, 2007–08, 2008–09, 2010–11
- Володар Суперкубка Англії з футболу (3):

«Манчестер Юнайтед»: 2007, 2008, 2010
- Володар Кубка Футбольної ліги (2):

«Манчестер Юнайтед»: 2008-09, 2009-10
- Переможець Ліги чемпіонів УЄФА (1):

«Манчестер Юнайтед»: 2007-08
- Переможець Клубного чемпіонату світу (1):

«Манчестер Юнайтед»: 2008
- Чемпіон Європи (U-18): 2001